# Rolf-Dieter Heuer
Profesor Rolf-Dieter Heuer (* 24. května 1948 Bad Boll) je německý jaderný fyzik a od roku 2009 generální ředitel CERN.